# Volkswagen Sharan
De Volkswagen Sharan is een multi-purpose vehicle (MPV) van het Duitse automerk Volkswagen die sinds 1995 op de markt is in twee generaties en in Nederland sinds 1996 geleverd wordt. Het woord "sharan" werd ontleend aan het Perzisch en betekent "drager van koningen".

## Eerste generatie (1995-2010)
De ontwikkelingskosten van de eerste MPV van Volkswagen werden gedeeld met Ford. Het joint-ventureproject AutoEuropa startte in 1991 en in 1995 begon de productie van de Volkswagen Sharan, SEAT Alhambra en Ford Galaxy in Portugal. De Sharan werd verkocht in Europa en Zuid-Afrika en bepaalde landen in Azië en Zuid-Amerika. Volkswagen was met Ford overeengekomen hem niet in Noord-Amerika op de markt te brengen om die markt aan de Ford Aerostar te laten. In 2000 kregen de drie versies elk een eigen facelift.

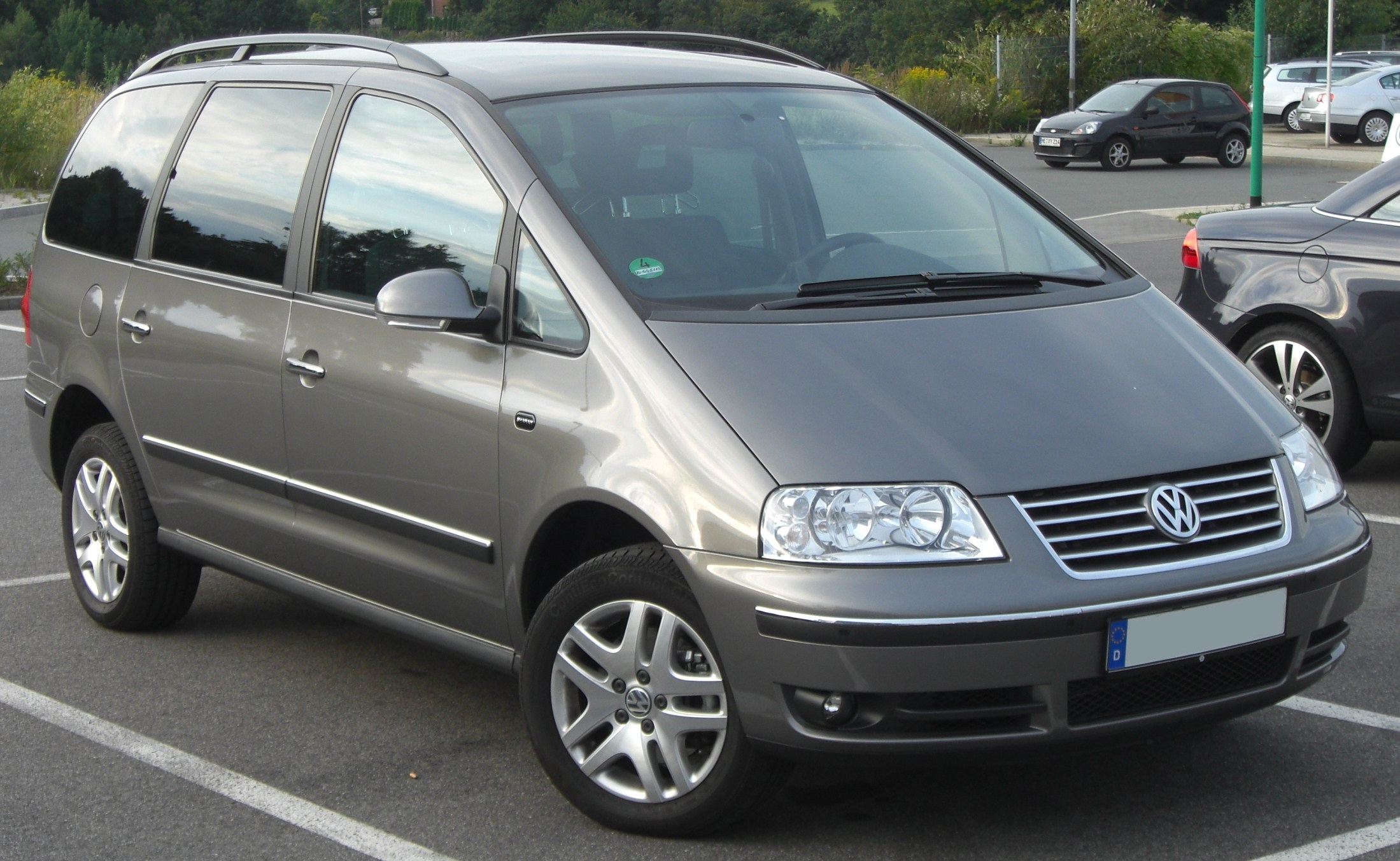
Volkswagen Sharan (eerste generatie) na de facelift

Er kon gekozen worden uit een handgeschakelde vijf- of zesversnellingsbak, of een vijftraps Tiptronic automaat. Ook was de Sharan leverbaar in verschillende uitvoeringen; dit waren in het begin de GL, CL en Carat. Vanaf 1997 tot 2000 waren dat de uitvoeringen Comfortline, Trendline, Sportline en Highline. Na de facelift in 2000 werd de Trendline gewisseld met de Comfortline in rangorde van luxe en werd ook de Basis-uitvoering leverbaar. Volgorde van uitvoeringen was toen Basis, Trendline, Comfortline, Sportline en Highline.

## Motoren

#### Benzine
| Type    | Motor     | Motor     | Motor   | Vermogen | Koppel | Jaartal     |
| Type    | Inhoud    | Cilinders | Kleppen | Vermogen | Koppel | Jaartal     |
| ------- | --------- | --------- | ------- | -------- | ------ | ----------- |
| 2.0     | 1.984 cm³ | 4-in-lijn | 8V      | 116 pk   | 170 Nm | 1996 - 2010 |
| 1.8 T   | 1.781 cm³ | 4-in-lijn | 20V     | 150 pk   | 210 Nm | 1998 - 2010 |
| 2.8 VR6 | 2.792 cm³ | VR6       | 12V     | 174 pk   | 235 Nm | 1996 - 2000 |
| 2.8 VR6 | 2.792 cm³ | VR6       | 24V     | 204 pk   | 265 Nm | 2000 - 2010 |

#### Diesel
| Type    | Motor     | Motor     | Motor   | Vermogen | Koppel | Jaartal     |
| Type    | Inhoud    | Cilinders | Kleppen | Vermogen | Koppel | Jaartal     |
| ------- | --------- | --------- | ------- | -------- | ------ | ----------- |
| 1.9 TDI | 1.896 cm³ | 4-in-lijn | 8V      | 90 pk    | 210 Nm | 1996 - 2000 |
| 1.9 TDI | 1.896 cm³ | 4-in-lijn | 8V      | 110 pk   | 235 Nm | 1997 - 2000 |
| 1.9 TDI | 1.896 cm³ | 4-in-lijn | 8V      | 115 pk   | 310 Nm | 2000 - 2008 |
| 1.9 TDI | 1.896 cm³ | 4-in-lijn | 8V      | 130 pk   | 310 Nm | 2002 - 2005 |
| 2.0 TDI | 1.968 cm³ | 4-in-lijn | 16V     | 140 pk   | 310Nm  | 2005 - 2010 |

## Tweede generatie (2010-2022)
De tweede generatie Volkswagen Sharan kwam in 2010 op de markt en werd voorgesteld op het Autosalon van Genève. Het model is groter dan zijn voorganger en beschikt over schuifdeuren. Er kan gekozen worden uit een 1.4 TSI en een 2.0 TSI benzinemotor en twee 2.0 TDI dieselmotoren.

## Motoren

#### Benzine
| Type    | Motor     | Motor     | Motor   | Vermogen | Koppel | Jaartal     |
| Type    | Inhoud    | Cilinders | Kleppen | Vermogen | Koppel | Jaartal     |
| ------- | --------- | --------- | ------- | -------- | ------ | ----------- |
| 1.4 TSI | 1.390 cm³ | 4-in-lijn | 16V     | 150 pk   | 240 Nm | 2010 - 2015 |
| 1.4 TSI | 1.390 cm³ | 4-in-lijn | 16V     | 150 pk   | 250 Nm | 2015 - 2022 |
| 2.0 TSI | 1.984 cm³ | 4-in-lijn | 16V     | 200 pk   | 280 Nm | 2011 - 2016 |

#### Diesel
| Type    | Motor     | Motor     | Motor   | Vermogen | Koppel | Jaartal     |
| Type    | Inhoud    | Cilinders | Kleppen | Vermogen | Koppel | Jaartal     |
| ------- | --------- | --------- | ------- | -------- | ------ | ----------- |
| 2.0 TDI | 1.968 cm³ | 4-in-lijn | 16V     | 140 pk   | 320Nm  | 2010 - 2015 |
| 2.0 TDI | 1.968 cm³ | 4-in-lijn | 16V     | 150 pk   | 340Nm  | 2015 - 2020 |
| 2.0 TDI | 1.968 cm³ | 4-in-lijn | 16V     | 170 pk   | 350Nm  | 2010 - 2013 |
| 2.0 TDI | 1.968 cm³ | 4-in-lijn | 16V     | 177 pk   | 380Nm  | 2013 - 2015 |
| 2.0 TDI | 1.968 cm³ | 4-in-lijn | 16V     | 184 pk   | 380Nm  | 2015 - 2016 |